# Mathilde zu Hohenlohe-Oehringen

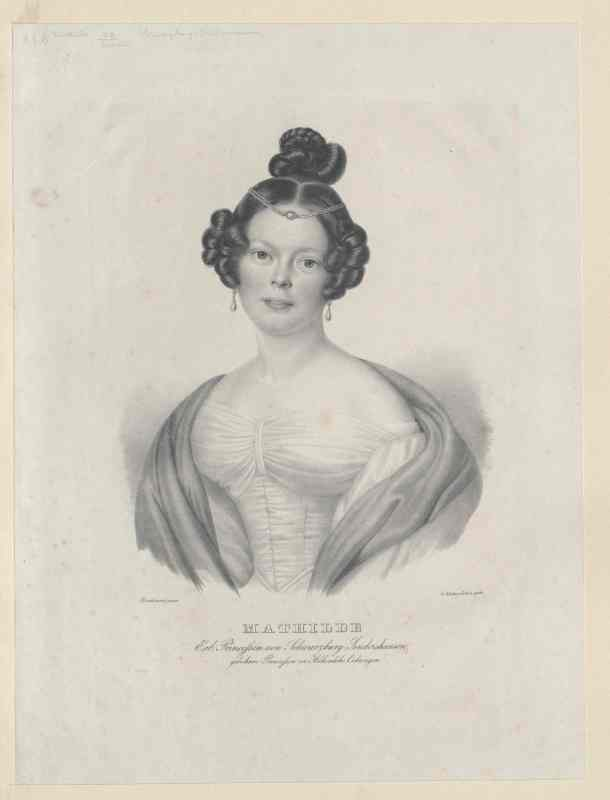
Prinzessin Mathilde von Hohenlohe-Oehringen, Fürstin von Schwarzburg-Sondershausen

Mathilde zu Hohenlohe-Oehringen (* 3. Juli 1814 in Öhringen; † 3. Juni 1888 im Schloss Mirabell in Salzburg) war eine Fürstin von Schwarzburg-Sondershausen.

## Leben
Mathilde war die Tochter des Fürsten Friedrich August II. zu Hohenlohe-Oehringen (1784–1853) und dessen Frau Herzogin Luise von Württemberg (1789–1851).
Sie heiratete am 29. Mai 1835 in Öhringen Fürst Günther Friedrich Carl II. von Schwarzburg-Sondershausen und wurde als dessen zweite Gattin zunächst Erbprinzessin und kurze Zeit darauf am 19. August 1835 Fürstin dieses Kleinstaats. Die Ehe wurde 1852 auf Wunsch des Fürsten geschieden.
Mathilde ist es zu verdanken, dass sich Sondershausen schon bald zu einem bedeutenden Kulturzentrum entwickeln konnte. Sie gilt als Entdeckerin und große Förderin der Erfolgsautorin Eugenie Marlitt aus Arnstadt, die lange Zeit ihre Gesellschafterin und Vorleserin war. Ihre letzte Ruhestätte fand sie in der „Fürstengruft“ auf dem Alten Friedhof in Arnstadt.

## Nachkommen
Aus ihrer Ehe mit dem Fürsten hatte sie die folgenden beiden Kinder:
- Marie (1837–1921)
- Hugo (1839–1871)